# Costitx
Costitx är en kommun i Spanien. Den ligger i den autonoma regionen Balearerna i östra delen av landet. Antalet invånare är 1 516 (2024). Costitx ligger på ön Mallorca.